# Mohd Fauzi Nan
Mohd Fauzi Nan (Kedah, Malasia, 20 de enero de 1980) es un exfutbolista y entrenador de fútbol de Malasia que jugaba en la posición de defensa.

## Carrera

### Club
| Periodo   | Club               |
| --------- | ------------------ |
| 2003-2004 | Kedah FA           |
| 2005–2006 | MPPJ Selangor FC   |
| 2007–2010 | Perlis FA          |
| 2010–2012 | Kedah FA           |
| 2013–2015 | Negeri Sembilan FA |

### Selección nacional
Jugó para Malasia en 14 ocasiones de 2006 a 2015 y participó en la Copa Asiática 2007.

## Logros
- Malasia Charity Shield (1): 2007-08